# Ernst Fritz-Schubert
Ernst Fritz-Schubert (* 4. Juli 1948 in Fulda) ist ein deutscher Therapeut, Pädagoge und Buchautor. 2007 führte er an der Willy-Hellpach-Schule in Heidelberg das Schulfach Glück ein, das mittlerweile an über 100 Schulen in Deutschland, Österreich, Schweiz und Italien unterrichtet wird. Ernst Fritz-Schubert geht davon aus, dass die Persönlichkeitsentwicklung in der Schule verstärkt werden muss. Er leitet als ehrenamtlicher Direktor das von ihm gegründete Fritz-Schubert-Institut in Heidelberg, das Methoden zur Persönlichkeitsstärkung erforscht und entwickelt.

## Werdegang
Nach dem Studium der Volkswirtschaftslehre und Jura an der Universität Heidelberg (1972–1976) entschied er sich für den Schuldienst und wurde Schulleiter der Willy-Hellpach-Schule in Heidelberg (2000–2011), an der er 2007 das Schulfach Glück für die zweijährige Berufsfachschule und das Wirtschaftsgymnasium einführte. Seit 2009 ist Ernst Fritz-Schubert ehrenamtlicher Direktor des Fritz-Schubert-Instituts für Persönlichkeitsentwicklung GmbH (gemeinnützig). Auf Initiative von Ernst Fritz-Schubert wurde im Herbst 2014 die Positive Pädagogik als wissenschaftliche Disziplin der Erziehungswissenschaften in Deutschland gegründet. Die Konzepte der Positiven Psychologie werden im Netzwerk Positive Pädagogik für den Bildungsbereich weiterentwickelt und praxisnah umgesetzt. Mit seiner Dissertation „Lernziel Wohlbefinden, Entwicklung des Konzeptes Schulfach Glück zur Operationalisierung und Realisierung gesundheits- und bildungsrelevanter Zielkategorien“ wurde er 2016 im Fachbereich Erziehungswissenschaften / Humanwissenschaften an der Universität Kassel zum Dr. phil. promoviert. Er ist als Dozent an verschiedenen Hochschulen (Universität Kassel, SRH Hochschule Heidelberg) tätig und ist Autor zahlreicher Veröffentlichungen zum Thema Glück und Wohlbefinden. Als sportpsychologischer Berater und systemischer Therapeut arbeitet er in verschiedenen Institutionen des Sport- und Gesundheitsbereiches.

## Fritz-Schubert-Institut (gemeinnützig)
Das Fritz-Schubert-Institut (FSI) entwickelt und vermittelt Techniken zur Stärkung der Persönlichkeit und des ganzheitlichen Wohlbefindens. Dabei verknüpft das FSI die neuesten Erkenntnisse der Lernforschung mit bewährter pädagogischer Erfahrung. In Zusammenarbeit mit Universitäten erforscht das FSI die Wirkung der eingesetzten Techniken.
Alle Maßnahmen und die Grundlage des Entwicklungskonzeptes Glück beziehen sich auf die Generalversammlung der Vereinten Nationen, die 1959 die "Erklärung der Rechte des Kindes" verabschiedete, nach der die Menschheit dem Kinde ihr Bestes schuldet, damit es eine glückliche Kindheit hat. In der UN-Kinderrechtskonvention von 1989 heißt es, dass "das Kind zur vollen und harmonischen Entfaltung seiner Persönlichkeit ... umgeben von Glück, Liebe und Verständnis aufwachsen soll". Alle Methoden, die in der Weiterbildung "Schulfach Glück", im "Entwicklungskonzept Glück" und in der pädagogischen Praxis Verwendung finden, stellen eine Sammlung überprüfter Verfahren dar: Ihre Grundlagen finden sich in der Salutogenese (Antonovsky), dem logotherapeutischen Ansatz Viktor E. Frankls, der systemisch konstruktivistischen Pädagogik, der positiven Psychologie, der Konsistenz-Theorie (Klaus Grawe), der Motivationspsychologie, der PSI-Theorie nach Prof. Julius Kuhl und in den Ergebnissen der Resilienzforschung.
Wichtigstes Projekt des Fritz-Schubert-Institutes ist die Verbreitung des von Ernst Fritz-Schubert entwickelten Schulfaches Glück.

## Schriften (Auswahl)
- Glück kann man lernen. Was Kinder stark fürs Leben macht. Berlin 2011, ISBN 3-548-37424-7.
- Dem Glück auf die Sprünge helfen. Das Geheimnis der Lebensfreude. Freiburg im Breisgau 2012, ISBN 3-451-61107-4.
- Schulfach Glück. Wie ein neues Fach die Schule verändert. Freiburg im Breisgau u. a. 2012, ISBN 3-451-06323-9.
- zus. mit Wolf-Thorsten Saalfrank, Malte Leyhausen (Hrsg.): Praxisbuch Schulfach Glück. Grundlagen und Methoden. Beltz, Weinheim/Basel 2015, ISBN 978-3-407-25735-2.
- zus. mit Olaf-Axel Burow, Jürgen Luga: Einladung zur Positiven Pädagogik. Wie Lehrerinnen und Lehrer neue Wege beschreiten können. Beltz, Weinheim/Basel 2017, ISBN 978-3-407-63020-9.